# Esbjergkredsen
Esbjergkredsen var indtil 2007 en valgkreds (eller opstillingskreds) i Ribe Amtskreds. Den blev afløst af Esbjerg Bykredsen og Esbjerg Omegnskredsen.
Den 8. februar 2005 var der 63.430 stemmeberettigede vælgere i kredsen.

## Valgsteder i 2005
I 2005 rummede kredsen rummede flg. kommuner og valgsteder::
1. Esbjerg Kommune
  1. Bakkeskolen
  2. Blåbjerggårdsskolen
  3. Boldesager Skole
  4. Bryndum Skole
  5. Esbjerg Rådhus
  6. Forum Fritidscenter
  7. Gjesing Fritidscenter
  8. Guldager Skole
  9. Hjerting Skole
  10. Kokspang Fritidscenter
  11. Områdecentret Strandby
  12. Opsneum Fritidscenter
  13. Rørkjær Skole
  14. Skads Skole
  15. Skovbo-Centeret
  16. Sædding Skole
  17. Sønderrisskolen
  18. Tjæreborg Fritidscenter
  19. Ungdomsklubben,Askelunden
  20. Vester Nebel Skole
  21. Ådalskolen
  22. Ølufvad Kro
  23. Østerbycentret

1. Fanø Kommune
  1. Nordby
  2. Sønderho

## Folketingsmedlemmer
- 1890-1909: Emil Bluhme
- 1909-1932: Marius Abel Nielsen Slebsager